# Бейшоара (комуна)
Бейшоара (рум. Băișoara) — комуна у повіті Клуж в Румунії. До складу комуни входять такі села (дані про населення за 2002 рік):
- Бейшоара (1082 особи) — адміністративний центр комуни
- Моара-де-Педуре (102 особи)
- Мунтеле-Бейшорій (342 особи)
- Мунтеле-Бокулуй (59 осіб)
- Мунтеле-Каковей (146 осіб)
- Мунтеле-Сечелулуй (72 особи)
- Мунтеле-Філій (22 особи)
- Сечел (455 осіб)
- Фресінет (50 осіб)

Комуна розташована на відстані 314 км на північний захід від Бухареста, 24 км на південний захід від Клуж-Напоки.

## Населення
За даними перепису населення 2002 року у комуні проживали 2330 осіб.
Національний склад населення комуни:
| Національність   | Кількість осіб | Відсоток |
| ---------------- | -------------- | -------- |
| румуни           | 2272           | 97,5%    |
| цигани           | 39             | 1,7%     |
| угорці           | 17             | 0,7%     |
| німці            | 1              | < 0,1%   |
| росіяни-липовани | 1              | < 0,1%   |

Рідною мовою назвали:
| Мова      | Кількість осіб | Відсоток |
| --------- | -------------- | -------- |
| румунська | 2315           | 99,4%    |
| угорська  | 15             | 0,6%     |

Склад населення комуни за віросповіданням:
| Релігія        | Кількість осіб | Відсоток |
| -------------- | -------------- | -------- |
| православні    | 2247           | 96,4%    |
| греко-католики | 35             | 1,5%     |
| п'ятдесятники  | 17             | 0,7%     |
| реформати      | 12             | 0,5%     |
| баптисти       | 8              | 0,3%     |
| римо-католики  | 3              | 0,1%     |
| не релігійні   | 1              | < 0,1%   |